# Peterssons spårformel
Inom analytisk talteori är Peterssons spårformel en slags ortogonalitetsrelation mellan koefficienterna av analytiska modulära former. Den är ett specialfall av den mer allmänna Kuznetsovs spårformel.
I dess enklaste form lyder Peterssons spårformel på följande vis: låt {\displaystyle {\mathcal {F}}} vara en ortonormal bas av {\displaystyle S_{k}(\Gamma (1))}, rummet av spetsformer av vikt {\displaystyle k>2} on {\displaystyle SL_{2}(\mathbb {Z} )}. Då är för godtyckliga positiva heltal {\displaystyle m,n}
{\displaystyle {\frac {\Gamma (k-1)}{(4\pi {\sqrt {mn}})^{k-1}}}\sum _{f\in {\mathcal {F}}}{\bar {f}}(m)f(n)=\delta _{mn}+2\pi i^{-k}\sum _{c>0}{\frac {S(m,n;c)}{c}}J_{k-1}\left({\frac {4\pi {\sqrt {mn}}}{c}}\right),}
där {\displaystyle \delta } är Kroneckers delta, {\displaystyle S} är Kloostermansumman och {\displaystyle J} är Besselfunktionen av första slaget.